# Доломіти
Доломі́ти, Доломітові Альпи (італ. Dolomiti), гірський масив у Східних Альпах на північному сході Італії. Назва Доломітових Альп та характерної для них породи (доломіта) походить від прізвища французького геолога XVIII століття Деода Грате де Долом'є, який провів перше наукове дослідження району.

## Загальний опис

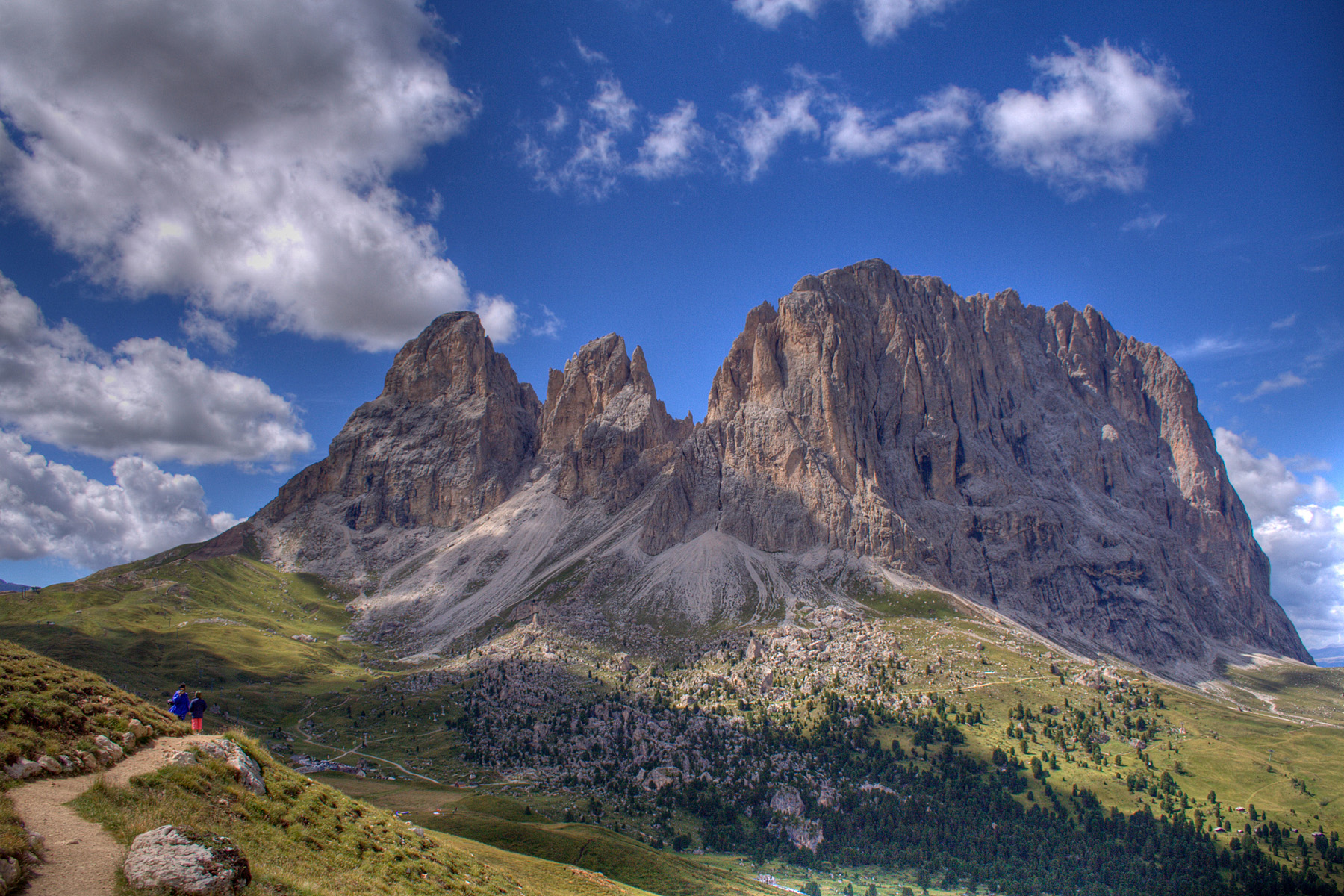
Масив Сассолунго.

У 2009 році Доломітові Альпи були включені до списку об'єктів Світової спадщини ЮНЕСКО за критеріями vii і viii.
- Довжина 120 км.
- Висота до 3342 м (гора Мармолада).

Ім'я «Доломіт» походить від прізвища знаменитого французького мінералога Дьєдоньє Сільвена Гі Танкреда де Дольмьє, який першим, описав доломіт.
Осьова зона складена переважно доломітом і вапняками, що утворюють прямовисні схили й химерні вершини.
Є льодовики. Гірські луки, на нижніх частинах схилів — соснові й листяні ліси.

## Економіка
Доломітові Альпи є популярним районом туризму та зимових видів спорту. Головними долинами можна дістатися до багато місць масиву. Курортні селища: Кортіна-д'Ампеццо, Рокка-Пьеторе, Аллеге, Фалькаде, Ауронцо-Кадоре та Ортизеї, через який проходить вузькоколійка. На околицях масиву розташовуються міста Больцано, Тренто (із заходу) та Беллуно (з південного сходу). Велика частина піків була вперше підкорена англійськими альпіністами в 1860—70-х роках.

## Панорама

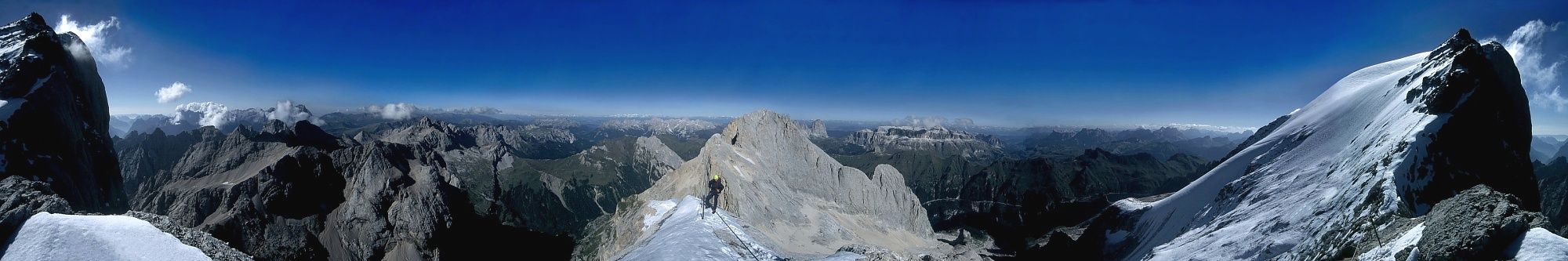
360° панорамний краєвид з Мармолади